# Cap de lleona romana de marbre
El cap de lleona romana de marbre  és una obra que es conserva a la Biblioteca Museu Víctor Balaguer de Vilanova i la Geltrú amb el número de registre 3718. Es tracta d'un fragment de tragezòfor. Suport de moble, d'un peu de taula del segle iii. Trobat al sector 1 del poblat iberoromà de Darró, Vilanova i la Geltrú´, corresponent a la part urbana de la vil·la romana de Darró (Vilanova i la Geltrú)

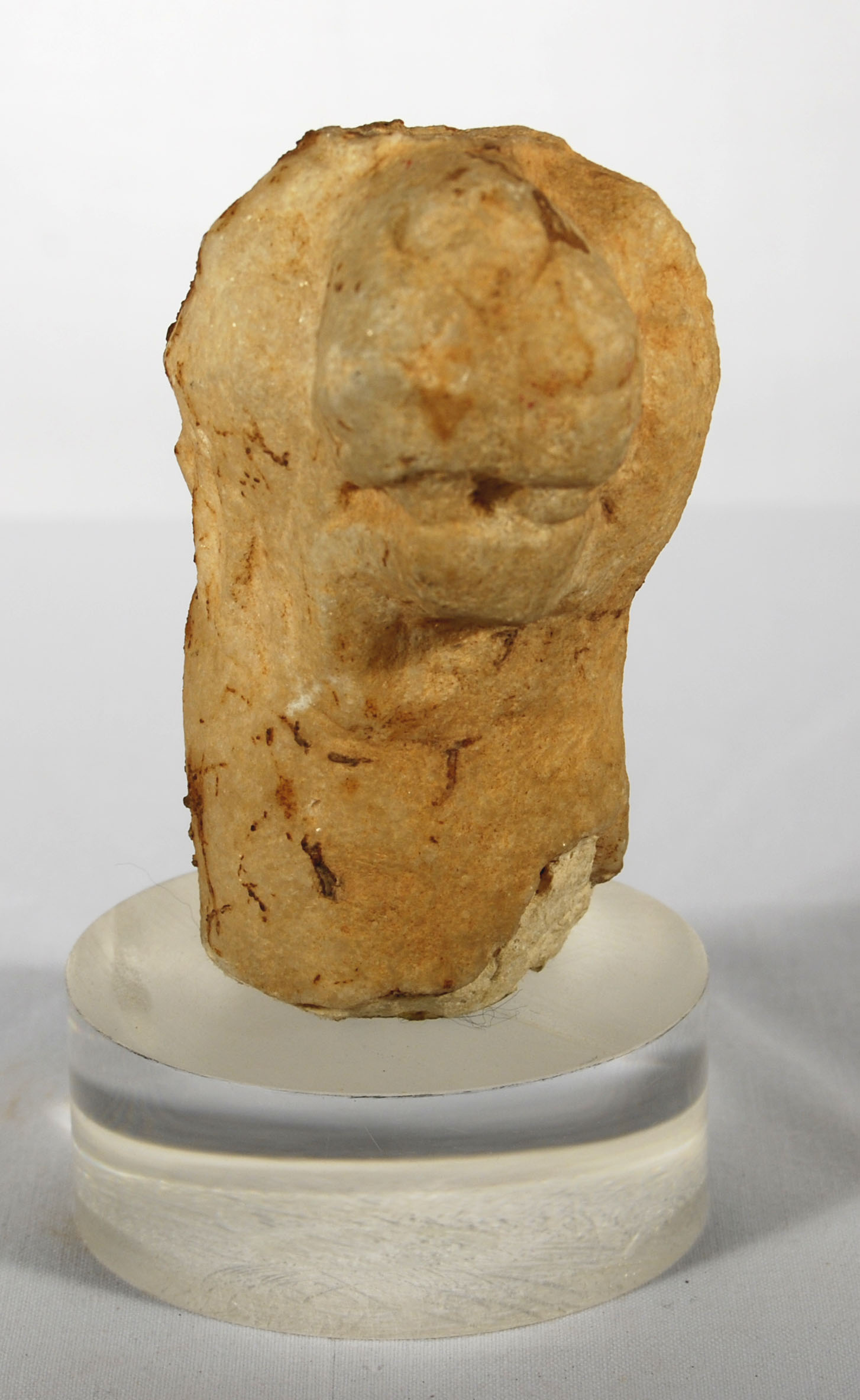
Cap de lleona romana de marbre. Biblioteca Museu Víctor Balaguer, 3718

## Descripció
Figura de marbre que deuria formar part d'un dels suports d'una taula de moble romà. És feta de marbre de gra fi amb pàtina grogosa. El treball estilístic és molt irregular amb aspectes barrocs i detalls desproporcionats. En visió frontal destaca la dissimetria dels ulls, els pòmuls amples i els ressalts dels dos incisius en actitud ferotge. Per sota, un coll cilíndric molt llarg, acaba amb un tall pla, a manera de mànec, per encaixar dins d'un altra peça. Per sobre, hi ha un escapçament pla que fa pensar que facilitava l'ajust d'un element superior horitzontal, segurament una tauleta. Aquesta utilitat és documentada, tant a la Tarraco com a Empòrion, des del segle i. A més, al llarg de tot l'Imperi romà, és coneguda la utilització de la imatge del lleó com a símbol de força, de poder i acompanyant a la deessa de la fertilitat Cíbele.

## Excavació
Es va trobar l'any 1986 en el decurs de les excavacions de la pars urbana de la vil·la romana de Darró de Vilanova i la Geltrú, en un estrat del 220 al 240. Aquesta residència va ser bastida cap al començament del segle II de la nostra era i es va mantenir en ús fins més enllà del segle v.